# Agnes Dürer

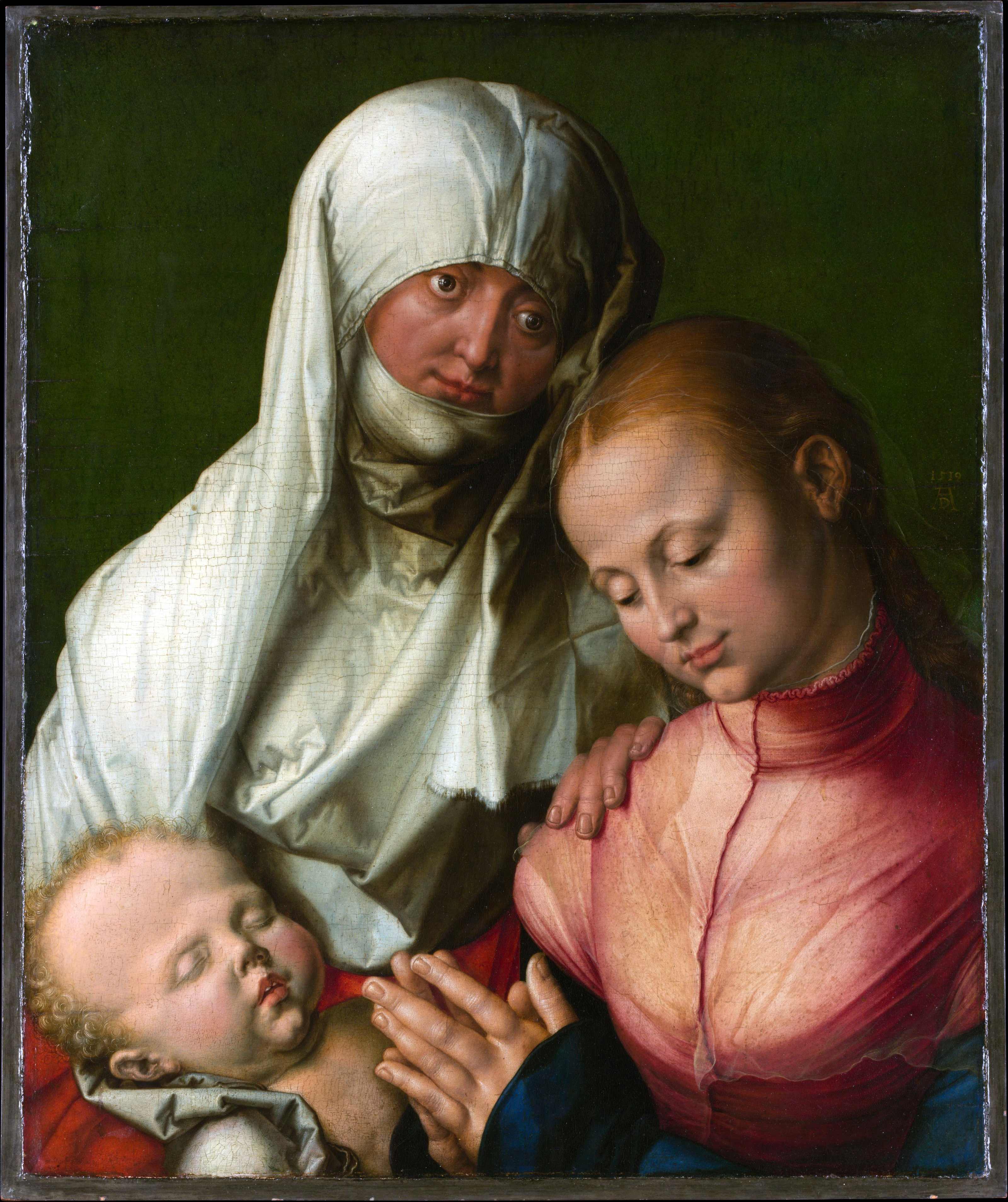
Święta Anna Samotrzecia: Agnes Dürer była modelem dla św. Anny (postać z chustą), 1519, Metropolitan Museum of Art, Nowy Jork

Agnes Dürer, z domu Frey (ur. 1475, zm. 1539) – żona i marszandka niemieckiego malarza Albrechta Dürera, kilkakrotnie była też modelką do jego obrazów.

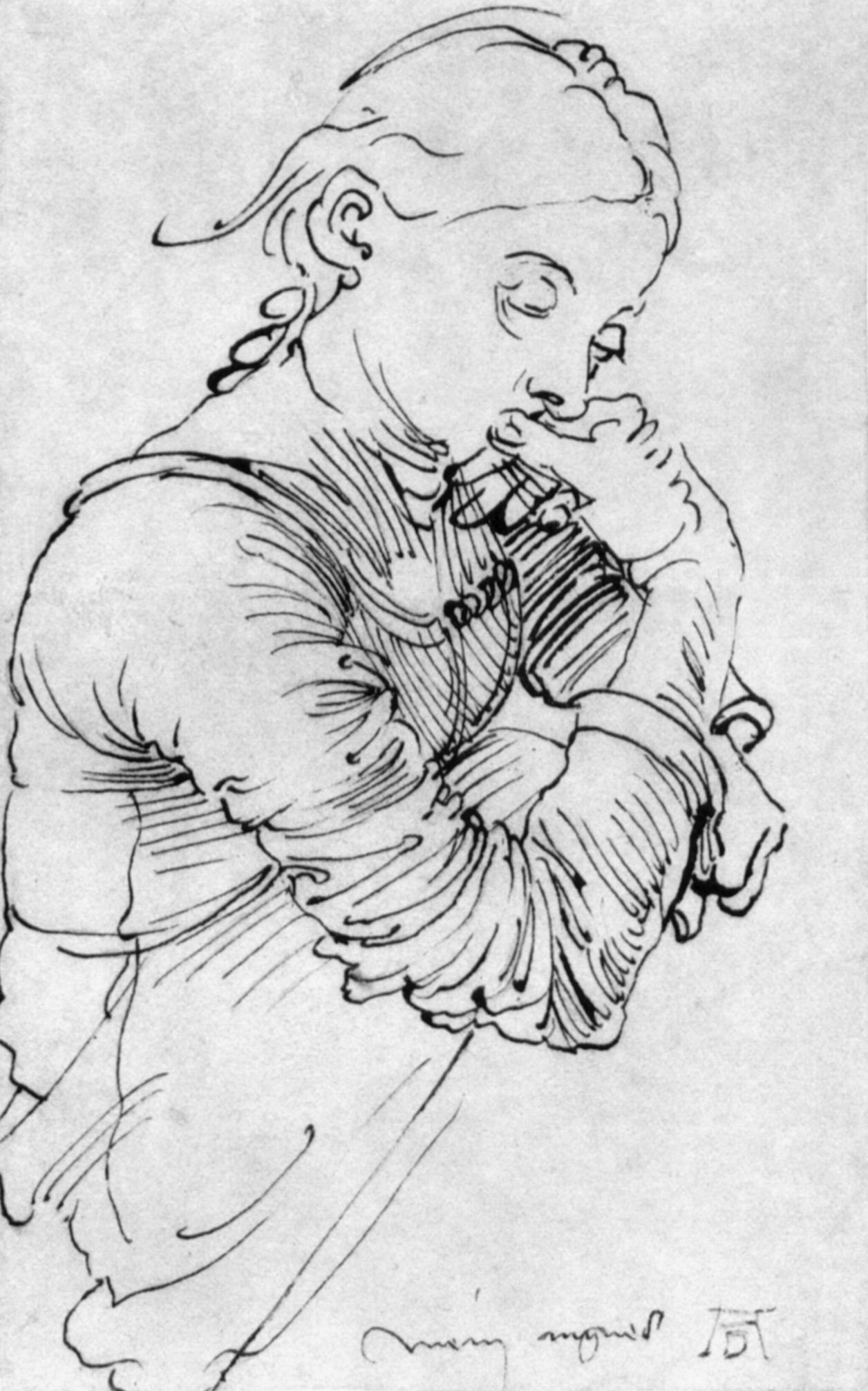
Moja Agnes, rysunek Albrechta Dürera, 1494

## Życiorys
Agnes była córką wytwórcy miedzianych i cynowych kotłów Hansa Freya i jego żony Anny, pochodzącej z patrycjuszowskiej rodziny Rummel. Mająca 19 lat Agnes 7 lipca 1494 wyszła za mąż za Albrechta Dürera, który w tym celu przerwał odbywaną po Europie podróż. Według zapisów rodzinnych Agnes otrzymała w posagu 200 guldenów. W kilka tygodni po ślubie Dürer narysował po raz pierwszy jej portret, tytułując rysunek „Moja Agnes” (1494). 
Po ślubie małżeństwo osiadło w Norymberdze, gdzie Dürer rozpoczął samodzielną działalność. W lecie 1495 zamieszkali w jednym z domów teścia, Hansa Freya. Był on majętnym rzemieślnikiem i posiadał dwa domy na samym Rynku Norymberskim. Agnes i Albrecht wprowadzili się do domu z mieszkaniem na pierwszym piętrze i  w pełni wyposażoną drukarnią.

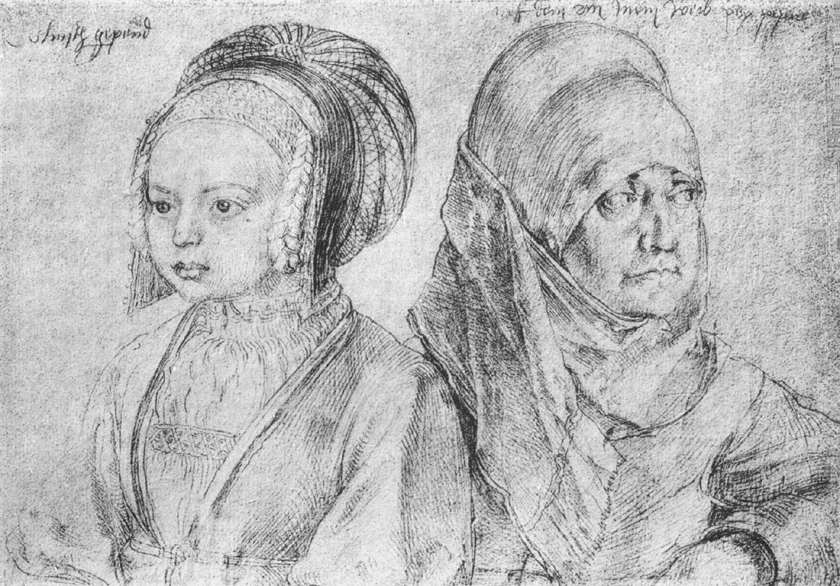
Albrecht Dürer - Młoda dziewczyna z Kolonii i żona Dürera

Agnes Dürer odpowiedzialna była za sprzedaż dzieł męża. Regularnie odwiedzała targi, aby sprzedawać jego ryciny. Zazwyczaj odbywało się to na cotygodniowym targu w Norymberdze, gdzie miała stoisko obok straganów owocowych i warzywnych. Odwiedzała także targi w Lipsku i Frankfurcie. Od września 1505 do maja 1506 nie wróciła do rodzinnego miasta z podróży do Frankfurtu, prawdopodobnie dlatego, że w Norymberdze trwała epidemia dżumy.
Podczas drugiej podróży Dürera do Włoch Agnes prowadziła jego warsztat. W latach 1520 i 1521 małżonkowie razem jeździli po Niderlandach. Ostatni jej portret, który został narysowany w 27. rocznicę ślubu, pochodzi właśnie z tego okresu.
Jej małżeństwo z Albrechtem Dürerem pozostało bezdzietne. Albrecht Dürer był ostatnim, który nosił nazwisko Dürer. Ich związek przebiegał nie bez konfliktów, co pokazuje list Albrechta Dürera, w którym pisał do Willibalda Pirckheimera w bardzo twardym tonem o swojej żonie. Nazwał ją „starym krukiem” i użył też innych obraźliwych fraz.
Po śmierci męża, jako jedyna spadkobierczyni, Agnes Dürer nadal sprzedawała jego prace. Potwierdził to Karol V, Cesarz Świętego Cesarstwa Rzymskiego w 1528 przy zakupie książki Dürera Von menschlichen Proportionen. Zmarła w 1539 roku w Norymberdze.

## Literatura
- Hans Rupprich (wyd.):. Dürer Written papers, tom 1, Pisma, korespondencja, pieczątki, inskrypcje, notatki i raporty, certyfikaty z życia osobistego. Niemieckie Stowarzyszenie Sztuki, Berlin, 1956
- Albrecht Dürer: The Complete Works The Complete Paintings, drawings, engravings and woodcuts. Fiodor Anzelevsky "Albrecht Dürer, work and impact" Publ Direct Media, Berlin 2000, 1 CD-rom (e-biblioteka; 28) ISBN 3-89853-128-7